# Alibahadır, Beykoz
Alibahadır là một xã thuộc huyện Beykoz, tỉnh Istanbul, Thổ Nhĩ Kỳ. Dân số thời điểm năm 2010 là 808 người.